# 坎迪尔山脉
坎迪尔山脉（：‎；阿拉伯语：‎）是位于伊拉克靠近两伊边境的一个山区。它是扎格罗斯山脉的支脉，地势险峻。最高峰海拔超过3000米。
坎迪尔山脉以作为库尔德斯坦工人党的避难所和总部而闻名。库尔德斯坦工人党和其他派系的约5000名武装人员控制着该地区约50平方公里的土地。该地区多年来一直受到土耳其空军的间歇性轰炸和伊朗军队的炮击。库尔德斯坦自由生活党也以该地区为基地，并从这里渗透到伊朗境内。